# Kroontjespen

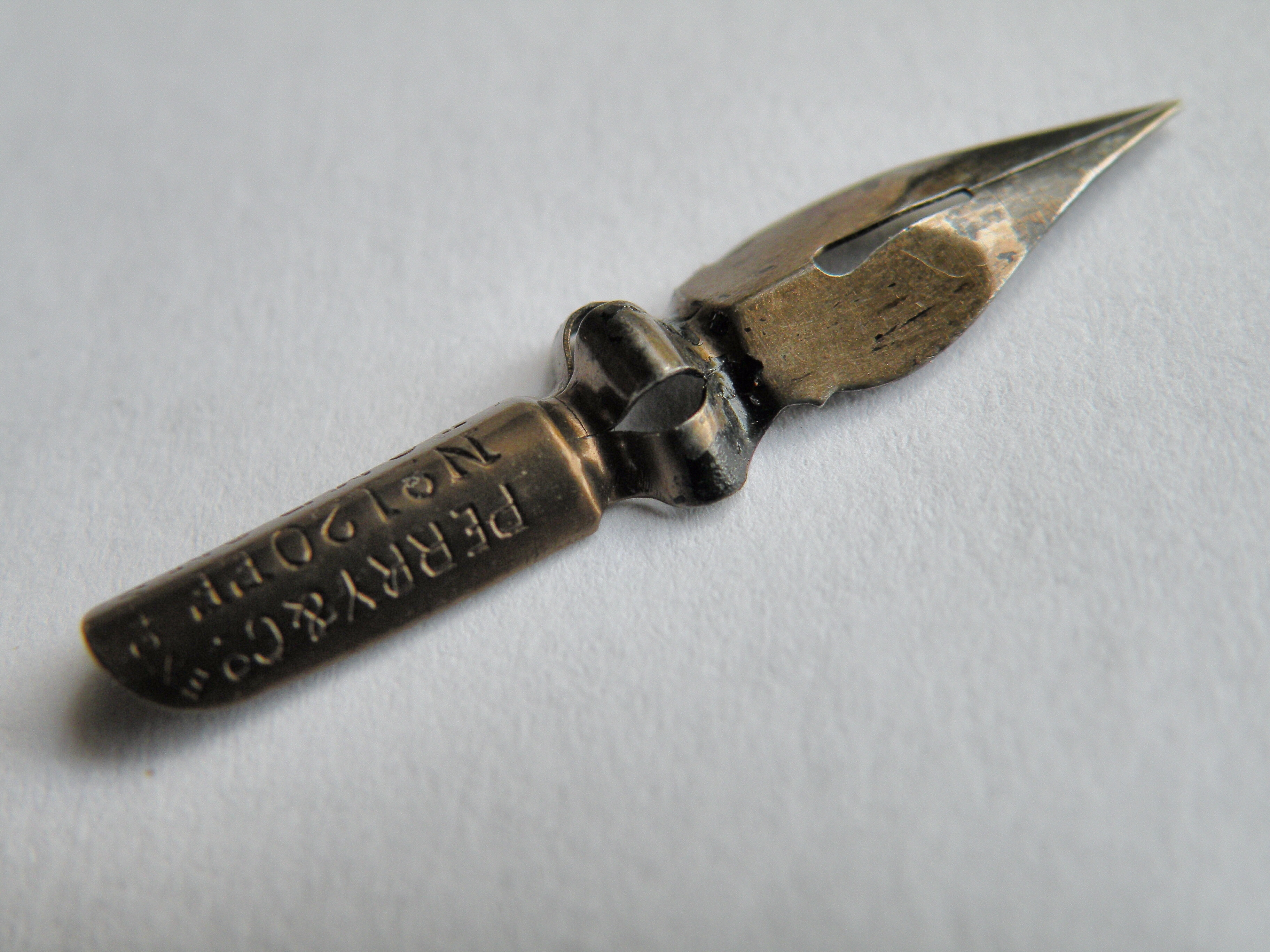
Originele kroontjespen van Perry & Co.

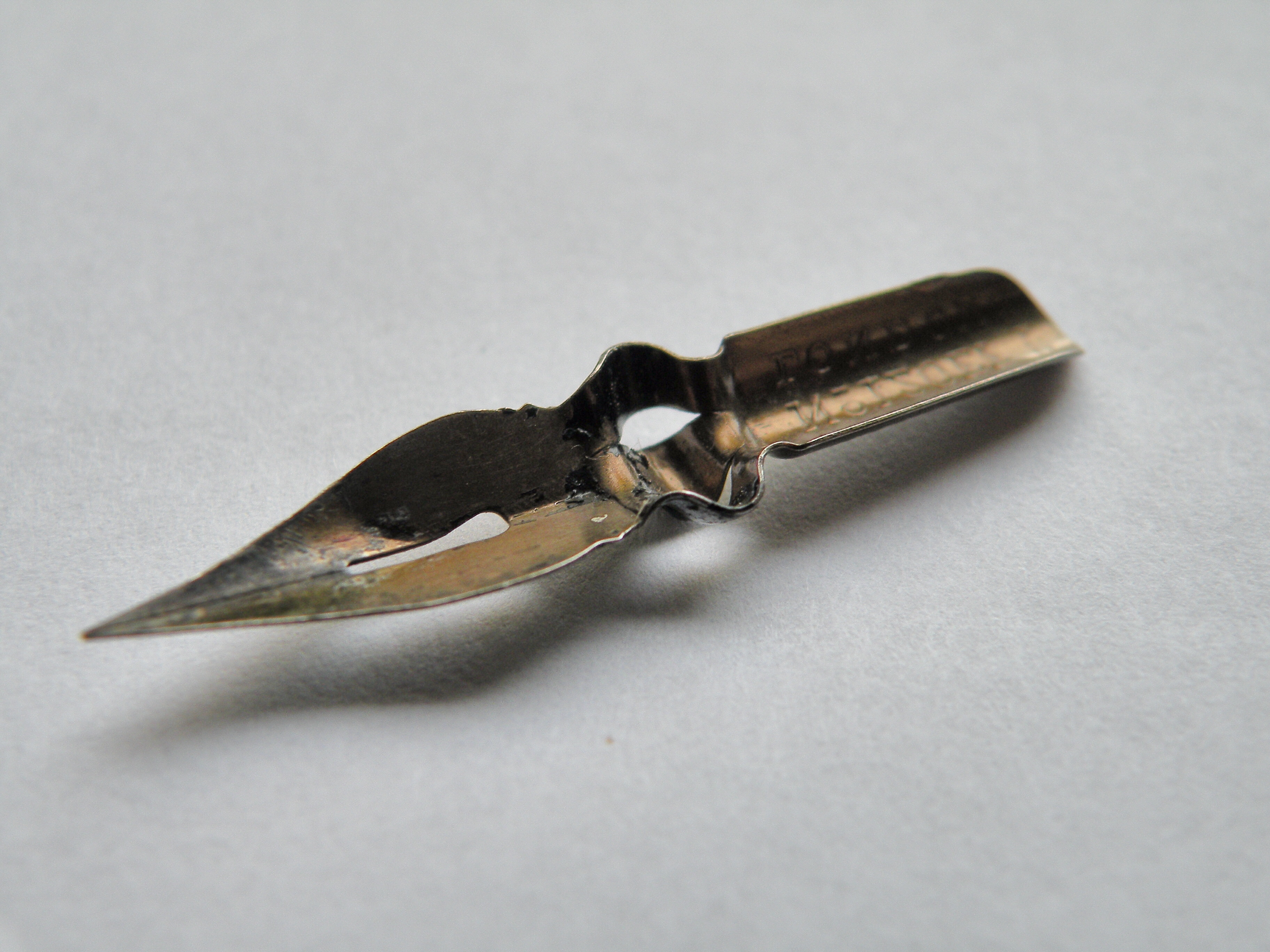
Originele kroontjespen, onderzijde

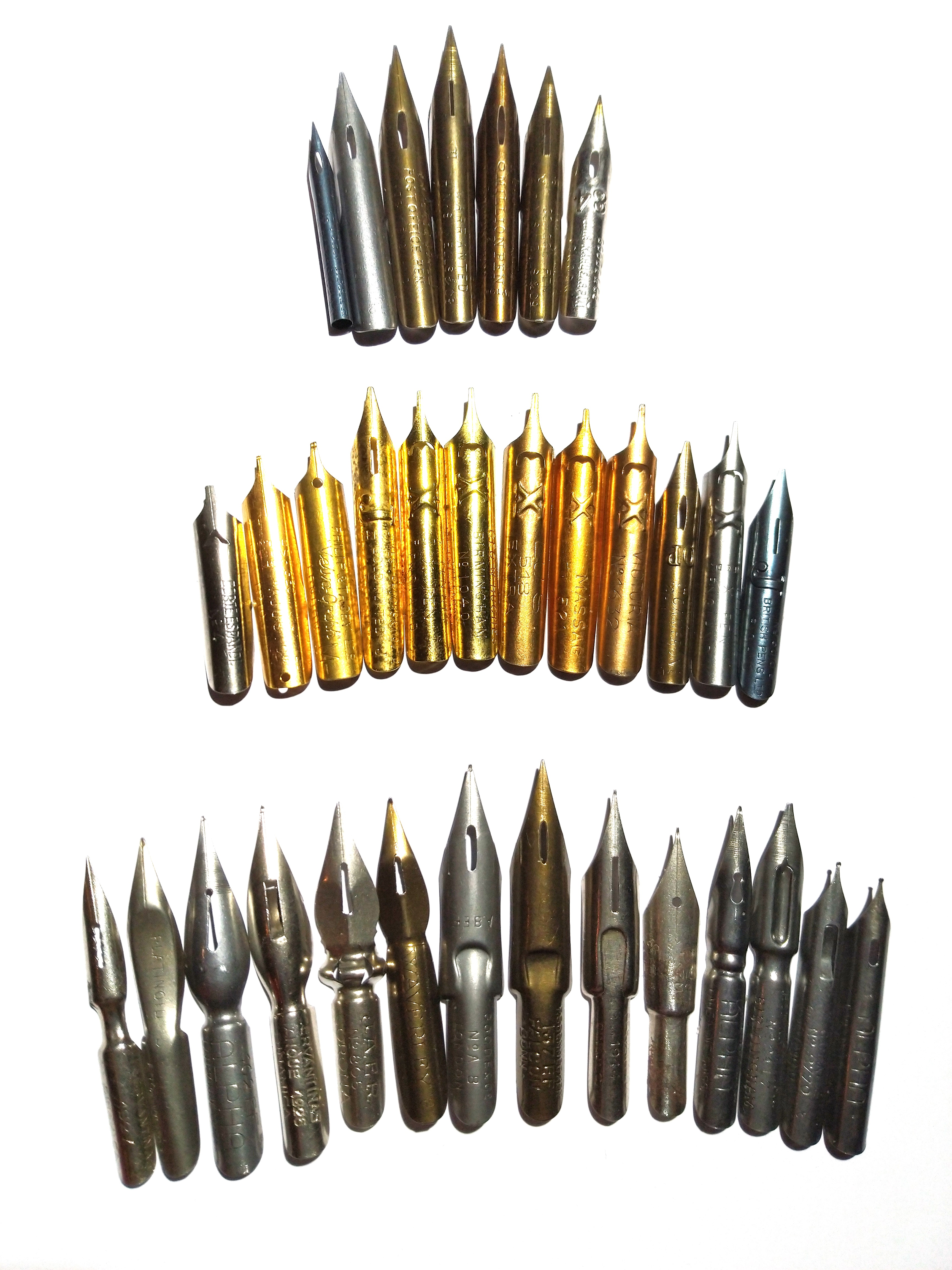
Verschillende soorten pennen

Een kroontjespen is een stalen schrijfpen, met een kroonvormige verbreding, die in een penhouder wordt geklemd om te kunnen gebruiken. De kroontjespen en andere soorten pennen werd tot in de jaren zestig van de 20e eeuw algemeen gebruikt. In die tijd was het de gewoonte om een nieuwe pen eerst een paar minuten in de mond te houden (wat hem ontvet, dan blijft de inkt beter zitten), waarna de pen in een inktpot werd gedoopt. In de pen zit een gaatje dat als inktreservoir dient. Na het schrijven werd de pen schoongemaakt met de inktlap. De inkt droogt traag. Om vegen en vlekken te voorkomen moest vloeipapier worden gebruikt om het drogen te bespoedigen. Voor linkshandigen was het zeer lastig om vegen te voorkomen.
In de tijd van de (kroontjes)pennen hadden lessenaars of schoolbanken waaraan kinderen op school zaten een ingebouwd inktpotje met een schuifje als deksel.
Vanaf het einde van de jaren zestig is het gebruik van de (kroontjes)pen op scholen vervangen door de balpen en de vulpen. 

## Geschiedenis
De ontwikkeling van de kroontjespen begint in de 18e eeuw. De Engelse predikant en scheikundige Joseph Priestley heeft duizenden publicaties van zeer uiteenlopende aard op zijn naam staan. Hij had een forse hand van schrijven, waardoor hij heel veel ganzenveerpennen gebruikte. Hij vroeg zijn vriend, de ringenfabrikant Samuel Harrison, of deze niet een ganzenveer van staal kon namaken. Harrison experimenteerde wat en kwam in 1780 met een eerste stalen pen. Ruim 25 jaar later werden soortgelijke pennen in de handel gebracht door verschillende fabrikanten. Het type kroontjespen was enorm populair in Nederland, maar er waren ook veel andere soorten stalen schrijfpennen.
bron: A.J. Marx, Het kantoor in de loop der eeuwen, uitgave van Kluwer te Deventer, 1980, ISBN 9026706790.

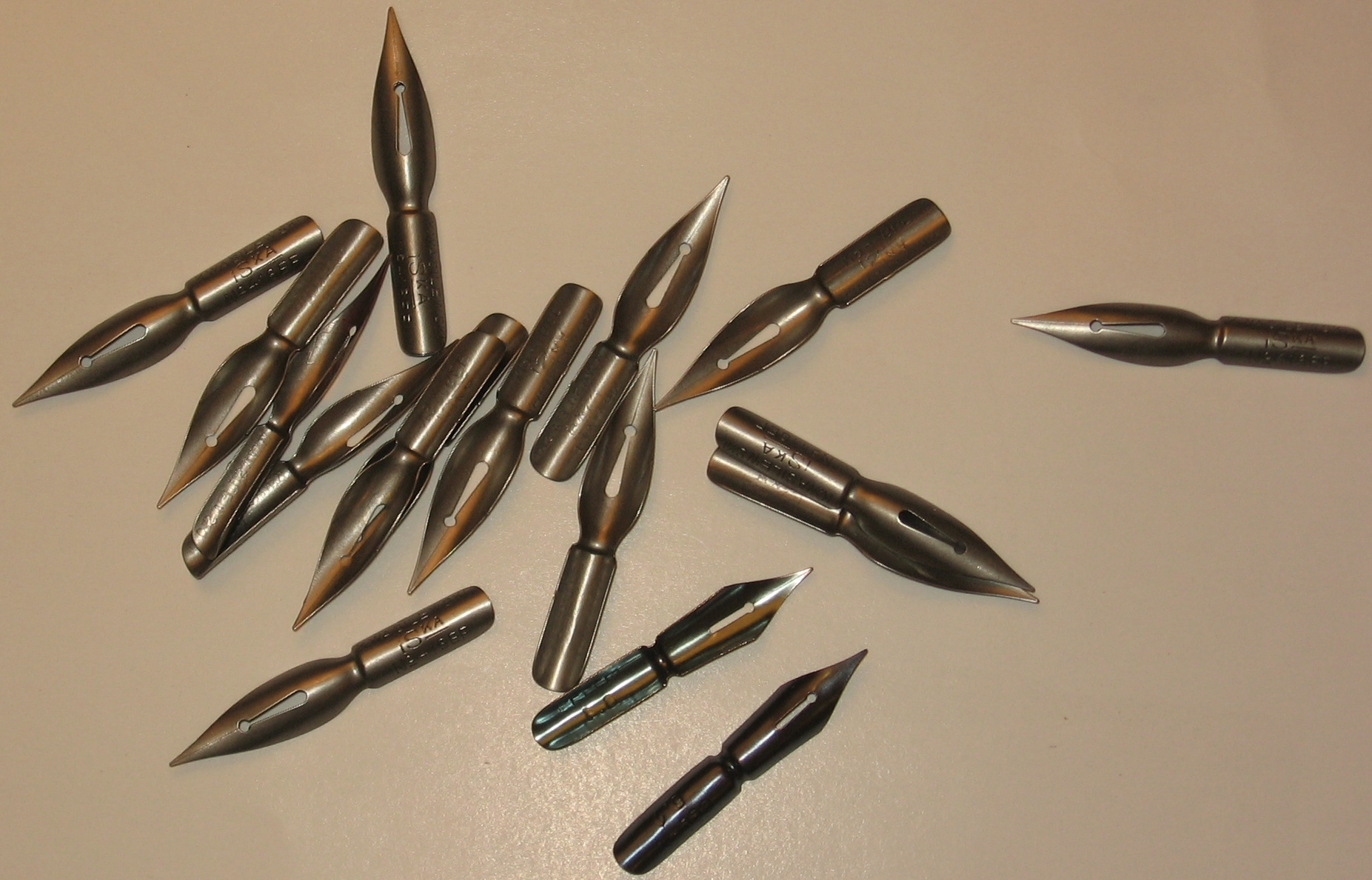
Schrijfpennen
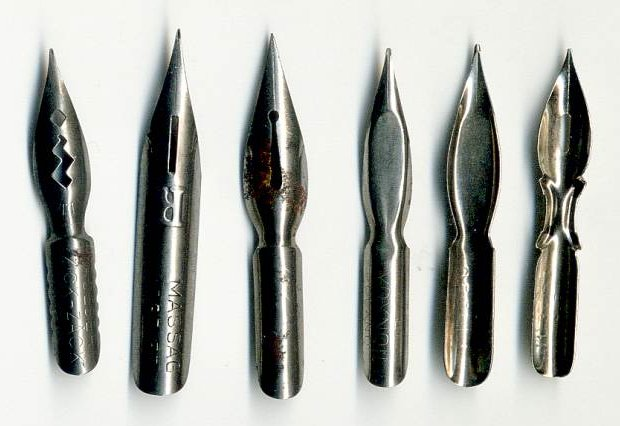
Kalligrafeerpennen